# Arconovaldo Bonacorsi
Arconovaldo Bonacorsi spesso riportato come Bonaccorsi (Bologna, 22 agosto 1898 – Roma, 2 luglio 1962) è stato un generale italiano.
Divenne noto durante la guerra civile spagnola per la sua azione repressiva sull'isola di Maiorca nell'autunno del 1936, con la quale contribuì a strappare l'isola al controllo repubblicano e per il duro regime instauratovi, durante il quale furono eseguite fucilazioni di massa che costarono la vita a migliaia di persone. Nel 1949 fondò l'Associazione Nazionale Combattenti Italiani di Spagna (ANCIS), di cui divenne presidente.

## Biografia
Quindicenne si iscrisse al Partito Repubblicano Italiano, divenendo acceso interventista, per poi aderire ai Fasci d'azione rivoluzionaria. Con l'ingresso nella prima guerra mondiale dell'Italia scappò di casa diretto a Gorizia per arruolarsi volontario, ma fu rispedito a casa a causa della giovane età. Fu infine chiamato alle armi il 28 febbraio 1917 e assegnato al II Reggimento Alpini, Battaglione Valle Stura. Il 27 ottobre 1917 cadde prigioniero a Monte Cavallo sulle Dolomiti e internato in Germania il 28 ottobre 1917.

### Gli anni dello squadrismo

Arconovaldo Bonacorsi in divisa alpina

Il 27 dicembre del 1918 fu rimpatriato in Italia e nel 1920 sposò Maria Anna Draperi, che gli diede tre figli: Laura nel 1921, Galeazzo nel 1922 ed Elena nel 1924.
Sebbene ancora nell'esercito (e quindi soggetto a divieto di attivismo politico), aderì ai nascenti Fasci italiani di combattimento a Milano, insieme a Leandro Arpinati: i due bolognesi facevano da guardia del corpo a Mussolini. A Lodi, il 13 novembre 1919 i due uccisero un socialista, e un anno dopo Bonacorsi fu eletto al Direttorio del Fascio bolognese di Combattimento, quello stesso 13 novembre fu arrestato per la partecipazione agli incidenti di Monza e di Lodi; trascorse quindi un periodo in carcere insieme a fascisti ed Arditi; durante la detenzione compose numerosi stornelli per passare il tempo con i compagni «potente voce di Bonacorsi, lo stornellatore, che si alzava a far udire le sue ultime composizioni».
Dopo il rilascio, nell'agosto 1920 fu congedato dall'esercito e, nei mesi successivi, arrestato altre due volte a seguito di scontri di natura politica: la prima per episodi avvenuti a Forlì, l'altra per fatti avvenuti a Santa Giustina di Rimini il 21 maggio 1921, in occasione dei funerali del fascista Giuseppe Platania (ex-anarchico, che poi si scoprirà venne ucciso da un collega), in cui i fascisti di Dino Grandi e Italo Balbo scatenarono la loro violenza in varie zone della Romagna.
In questo periodo fu nominato segretario del Fascio di Bologna, carica che ricoprì dal 1921 all'inizio dell'anno successivo. Nell'agosto 1922 partecipò all'occupazione di Ravenna, nel corso della quale fu ferito in azione, e di Ancona, nonché ai fatti di Parma. Partecipò alla Marcia su Roma a capo delle squadre d'azione bolognesi, che giunsero fino a Monterotondo.
All’indomani della Marcia su Roma, i fascisti si abbandonarono a violenze contro i quartieri operai della capitale, e dalle pagine de “Le comunicazioni d’Italia”, Bonacorsi predicava la «necessità di un regime totalitario e dell’intransigenza assoluta». Bonacorsi fu poi condotto altre volte in questura per diversi scontri politici, durante i quali riportò diverse ferite, la più grave delle quali una lesione permanente alla bocca. Nel 1923 aggredì diversi dissidenti fascisti: il 30 maggio bastonò a sangue l'onorevole Alfredo Misuri, per poi essere arrestato dai Carabinieri e quindi liberato per l'intercessione di Balbo.

### Gli anni del regime
Fascista intransigente, tanto da entrare in contrasto con Arpinati, il quale si adoperava per smobilitare i massimalisti del fascismo, il ribellismo di Bonacorsi sconfinò sovente in aperta dissidenza, come quando tentò di presentare una propria lista alle elezioni politiche. Il ministro degli Interni Luigi Federzoni segnalò al prefetto di Bologna Arturo Bocchini la possibilità che «Bonaccorsi ed ex squadristi abbiano ad abbandonarsi ad atti inconsulti» e lo pregò di sorvegliarli attentamente onde «sventare ogni loro delittuosa attività». 
Nell'agosto 1924, quando fu ritrovato il cadavere di Giacomo Matteotti, Mussolini ricevette la visita di centocinquantasei squadristi bolognesi, in una sorta di "marcetta su Roma" che altro non era che una dimostrazione di forza del fascismo provinciale, che faceva quadrato attorno al duce, ma lo sollecitava anche a stroncare la sedizione dell'Aventino; «Marciavano con passo pesante e grinte minacciose» scrisse Paolo Monelli, «dietro a un gagliardetto portato da Arconovaldo Bonaccorsi».

Il 9 novembre 1925, dopo l'attentato Zaniboni al Duce, inviò a Mussolini un telegramma: 
(Arconovaldo Bonacorsi)
L'occasione per agire da "boia" gli si presentò nemmeno un anno dopo, quando un colpo di rivoltella fu esploso contro Mussolini che attraversava Bologna tra ali di folla. Mussolini rimase illeso, ma il quindicenne attentatore Anteo Zamboni fu trucidato dai fascisti. Tra essi «c’è sicuramente il seniore della milizia Arconovaldo Bonaccorsi, che è sceso di corsa dal predellino della macchina del seguito e si è fatto d’impeto avanti raggiungendo l’attentatore e bloccandolo», e pare che la sera, in un bar del centro, mostrasse il pugnale insanguinato con cui aveva trafitto Zamboni.
Laureatosi in giurisprudenza grazie all'intercessione dello stesso Mussolini, che in questo modo cercò di indirizzarlo verso una professione lontana dalle violenze squadriste, nel 1928 si laureò e aprì uno studio legale a Bologna sfruttando la sua fama e i suoi contatti, utilizzando non di rado le minacce e le violenze: non solo esigeva che il Partito premiasse le sue benemerenze passate, ma abusava della sua fama di squadrista per arricchirsi. Già nel 1925 aveva devastato gli studi degli avvocati Eugenio e Mario Jacchia, Primo Montanari, Giulio Zaccardi, Corradino Fabbri, Dante Calabri e Giuseppe Angelici, tutti antifascisti e rivali di Bonacorsi anche nella professione. Nel 1929 la sua reputazione era talmente negativa che, avendo chiesto udienza a Mussolini, il dittatore disse di non volerlo vedere, e il segretario personale del duce Chiavolini commentò: «Era l’ora!» e il capo della Polizia Bocchini soggiunse: «O questo profittatore!». Bonacorsi pretendeva che ogni suo atto, ogni sua prepotenza fosse avallata da Mussolini, tanto che si autonominò presidente del consiglio d'amministrazione della Società Anonima Sola intimidendo il proprietario, Luigi Sola, «dicendogli che era autore di 17 o 20 omicidi» e «di non ribattere quanto egli diceva altrimenti avrebbe corso il rischio di essere ammazzato». In seguito, entrato in rotta di collisione con il PNF per la sua amicizia con Leandro Arpinati, il 26 luglio 1932 fu arrestato insieme ad altri, ed espulso temporaneamente sia dal partito sia dal sindacato forense. Fu rilasciato, ma ricevette una diffida dalla Commissione Provinciale per il Confino, allora si indirizzò a Mussolini, professandogli la sua fede indefettibile e supplicandolo di riesaminare la sua situazione, di revocare il provvedimento contro di lui e di restituirgli la tessera fascista. Il 31 ottobre 1934, per mezzo del segretario del PNF Achille Starace, Mussolini dettò le sue condizioni a Bonacorsi: se avesse abbandonato Bologna sarebbe stato riabilitato, e poco dopo, infatti, Bonacorsi fu riammesso nel PNF.

### La guerra di Spagna

#### Gli scontri tra nazionalisti e repubblicani
All'inizio della guerra civile spagnola, i militari nazionalisti di stanza alle isole Baleari e i falangisti assunsero facilmente il comando, tranne che nell'isola di Maiorca, che rimase saldamente nelle mani repubblicane. Il 20 luglio Palma di Maiorca iniziò a subire numerosi bombardamenti aerei. Il 2 agosto una delegazione nazionalista, a bordo di una nave tedesca, partì da Maiorca per Roma al fine di ottenere un appoggio concreto dal governo italiano e l'11 agosto il capo della delegazione, il capitano Miguel Thomas Riutort, e i falangisti Martin Pou Rosselló e Santiago Marquès Chiaramonti riferirono dei rapidi progressi della loro missione.
Nel frattempo, l'8 agosto, un corpo di spedizione repubblicano composto da circa diecimila miliziani al comando di Alberto Bayo era partito alla volta di Formentera, occupandola; il 9 fu la volta di Ibiza e il 16 i repubblicani sbarcarono a Porto Cristo, sull'isola di Maiorca. I nazionalisti furono sconfitti e costretti a ritirarsi verso l'interno. Il 19 agosto intervennero tre idrovolanti italiani, che facevano parte degli aiuti promessi, che furono determinanti per bloccare l'avanzata repubblicana e nell'allontanare la piccola flotta che stazionava al largo di Porto Cristo. Le forze repubblicane, nel frattempo sbarcate sull'isola di Maiorca, erano in quel momento forti di 8-9000 uomini. Nonostante il comandante delle truppe nazionaliste Aurelio Díaz de Freijó Durá fosse convinto della prossima sconfitta, il capo della locale Falange, Alfonso de Zayas de Bobadilla, sperando di non dover cedere l'isola ai repubblicani, il 23 agosto richiese all'Italia l'invio di un consigliere militare. Il comandante dell'incrociatore italiano Fiume, Carlo Margottini, ne appoggiò la richiesta. «Confermo opinione situazione, pure presentando possibilità crollo, può ancora essere facilmente dominata da energico pronto intervento consiglieri et aviazione. Trattandosi soprattutto timidezza morale capi», scrisse Carlo Margottini al Ministero della Marina il 24 agosto 1936.

#### La repressione a Maiorca

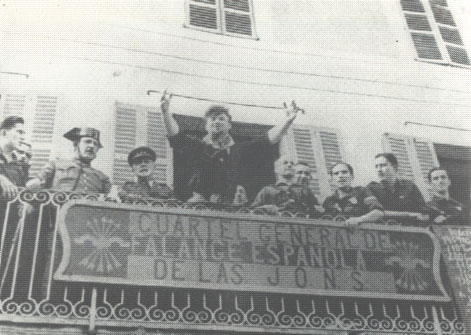
Arconovaldo Bonacorsi a Manacor (Piazza de Sa Bassa), durante la guerra civile spagnola

Nonostante non fosse un militare di professione e, anzi, avesse più volte dato prova di dilettantismo in campo militare, Bonacorsi fu inviato da Mussolini col compito di galvanizzare e mobilitare i nazionalisti maiorchini. Bonacorsi, giunto a bordo dell'idrovolante Santa Maria, sbarcò nelle isole Baleari il 26 agosto 1936. La sua «energia e fanatismo», scrisse Coverdale, «erano le due doti che lo raccomandavano per il compito di riaccendere l’entusiasmo degli insorti di Majorca». Poiché erano i falangisti a sollecitare un consigliere militare dall’Italia, la scelta dovette cadere su un fascista della prima ora, un fascista così eterodosso, oltretutto, da poterlo sconfessare ufficialmente presso il Comitato del non intervento e se necessario davanti allo stesso Franco. Assunto il nome di copertura di "conte Aldo Rossi" (derivante dalla sua barba rossa), ispanizzato in "Conde Rossi", prese il comando di una formazione composta da circa una cinquantina di elementi, integrati da volontari spagnoli della Falange, che costituirono il reparto dei Los Dragones de la Muerte, un corpo speciale da lui stesso creato. A questi si aggiunse un'unità, la Legión de Mallorca, simile al Tercio de Extranjeros, giunta appositamente dall'Africa.
L'azione di Bonacorsi non fu affatto decisiva a livello militare, vista anche la sua incompetenza in quel campo; a far fallire l'operazione repubblicana fu soprattutto l'azione dell'aviazione italiana e la feroce repressione all'interno dell'isola, durante la quale la determinazione di Bonacorsi contribuì a fiaccare i repubblicani a livello morale piuttosto che militare. Il generale Bayo fu quindi costretto ad abbandonare l'impresa, soprattutto a causa della mancanza di collegamenti tra le sue truppe e i repubblicani locali, uccisi dalla spietata azione repressiva delle forze nazionaliste. Il 1º settembre Galeazzo Ciano inviò all'addetto navale italiano alle Baleari Carlo Margottini un telegramma con l'ordine di sospendere le attività belliche e dedicarsi esclusivamente alla riorganizzazione della Falange, ma Margottini, sostenendo che era più utile che Bonacorsi terminasse le operazioni militari, ottenne un rinvio. Il 3 settembre scattò la controffensiva nazionalista e, sotto la spinta degli avvenimenti, i repubblicani ripiegarono sulla spiaggia, finché Bayo ricevette l'ordine di abbandonare l'isola, operazione che concluse il giorno successivo.
Il 6 settembre 1936 a Palma di Maiorca, nel corso di una parata militare, Bonacorsi in sella ad un cavallo bianco sfilò per la città, celebrando la vittoria sugli avversari. 
L'intervento di Bonacorsi contribuì quindi a soffocare nel sangue la componente repubblicana nell'isola, anche perché il Governo repubblicano, scarsamente interessato alla sorte delle Baleari, aveva preferito ritirare le truppe per poter destinare la flotta di sostegno al ben più importante settore dello stretto di Gibilterra.
Alla guida della falange locale, Bonacorsi realizzò un'opera di sterminio sistematico dei potenziali oppositori, i quali erano assolutamente indifesi e disorganizzati, vista anche la scarsa consistenza delle tendenze rivoluzionarie dell'isola.
I massacri, quasi sempre notturni e senza alcuna formalità legale, raggiunsero tali proporzioni da suscitare la ripulsa dello scrittore Georges Bernanos, cattolico e monarchico, il quale li avrebbe denunciati con grande efficacia in un libro, I grandi cimiteri sotto la luna, presto celebre in tutto il mondo. Ospite del marchese Alfonso de Zayas, capo della falange monarchica, Bernanos aveva potuto valutare modi ed entità della mattanza da un punto d'osservazione privilegiato, raccogliendo testimonianze e confidenze di nazionalisti e conservatori 'disgustati' dalle imprese del "conte Rossi" e dei suoi complici locali. Le azioni descritte dallo scrittore riguardavano le fucilazioni effettuate principalmente presso il cimitero di Porreras, località vicino a Maiorca, con bilanci dell'ordine di varie centinaia di persone nel periodo tra settembre 1936 e marzo 1937, che complessivamente ammontarono a circa tremila (per il console fascista a Palma di Maiorca invece, le vittime tra agosto e settembre 1936 ammontarono a 1750), mentre secondo lo storico spagnolo Josep Massot l'azione di Bonacorsi contribuì ad istituzionalizzare la pena di morte.
Il console britannico a Palma di Maiorca, Alan Hillgarth, simpatizzante nazionalista, in una relazione scrisse che, sebbene Maiorca fosse la più conservatrice delle provincie spagnole e che gli attivisti di sinistra non superassero l'1% della popolazione, la paura dei "rossi" fu talmente ingigantita ed esasperata al punto che «uomini normalmente pacifici consideravano la cosa più naturale del mondo fucilare i loro vicini di casa ugualmente pacifici», mentre l'angoscia del nemico interno tra i militari si tradusse in uno sterminio di tutti i potenziali nemici nelle retrovie, onde evitare ogni forma di resistenza, utilizzando appunto il piano operativo messo a punto da Bonacorsi. 
Il desiderio delle autorità italiane di favorire la Falange, affinché fosse riconosciuta ufficialmente dal colonnello Dìaz de Freijó, e la minaccia di indire un'imponente manifestazione falangista indispettirono i militari nazionalisti e gli altri gruppi di insorti, che protestarono per bocca del figlio di Juan March, finché non dovette intervenire Ciano stesso, inviando ordini più precisi. Nel frattempo Freijó venne sostituito.
L'attivismo italiano alle Baleari preoccupò la Gran Bretagna, che temeva che la propria posizione di dominio nel Mediterraneo potesse essere messa in discussione: «È difficile evitare il sospetto che l'Italia considererà le agitazioni in Spagna non solo come una lotta tra il fascismo e il comunismo, ma anche e soprattutto come un campo in cui [...] essa potrebbe trovarsi in grado di rafforzare la propria presenza nel Mediterraneo occidentale, indebolendovi contemporaneamente la potenza marittima britannica».
Il 14 dicembre Eden presentò un memorandum al governo in cui paventava il rischio che l'Italia volesse creare a Maiorca un "protettorato", ma non fu preso in grande considerazione dagli altri membri di governo.
Per tutto il corso della guerra gli italiani continuarono a sottovalutare Franco, convinti di potergli imporre la loro volontà, in particolare nelle Baleari. I fascisti italiani volevano edificarvi basi navali e aeree, tali da presidiare e, nel caso sbarrare, le vie di comunicazione tra la Francia e i suoi possedimenti in Africa del Nord. Il movimento falangista, ideologicamente affine al partito fascista italiano, poteva essere il "cavallo di Troia" con cui penetrare nelle Baleari. Bonacorsi, secondo quanto scritto da Ciano «aveva il compito di assicurarsi il pieno controllo dell'isola di Maiorca», ma non era adatto allo scopo e l'obiettivo era sproporzionato rispetto alle sue capacità, nonostante le ambizioni del Duce, che riponeva nell'ex-squadrista molta fiducia. Per la sua azione di controllo dell'isola, Bonacorsi fu criticato anche da militari di spicco, come Luigi Sansonetti, ma, per sua fortuna, il conte Rossi era affiancato dal più duttile e capace Margottini. Questi, tenendosi costantemente in contatto con Ciano, fu il principale interprete della politica fascista sull'isola, facilitando accordi commerciali e riuscendo a «spadroneggiare» nell'isola per alcuni mesi.
Il lavoro di Bonacorsi «senza dubbio fallì in gran parte la sua missione, perché [...] non gli riuscì né di spezzare l’opposizione dei carlisti o requetés, né di trovare un soddisfacente modus vivendi con il governatore militare ed il suo seguito di ufficiali»; il conte Rossi, peraltro, con la sua assoluta mancanza di tatto e diplomazia e le sue manie di protagonismo era ormai una mina vagante per il ministero degli Esteri italiano che, sotto le pressioni dei rappresentanti britannici a Roma, come gesto di buona volontà richiamò Bonacorsi, ormai famoso per la sua condotta spietata, a Roma. Fu poi lo stesso Bonacorsi a richiedere una medaglia a Mussolini, ma in calce alla richiesta di medaglia l'OVRA appuntò la seguente segnalazione: «Il comandante spagnolo di Maiorca sostiene che il comportamento di Arconovaldo Bonacorsi, alias "conte Rossi", sia orribile. Non fa altro che ammazzare prigionieri. Si parla di duemila uccisioni».

### In Africa Orientale e la seconda guerra mondiale
Terminata l'esperienza spagnola, nel 1938, sempre con il grado di Console Generale della Milizia Volontaria per la Sicurezza Nazionale (MVSN) e vicecomandante superiore MVSN, fu inviato nei territori dell'Impero poiché «Mussolini pensava che uomini come il conte Rossi fossero più adatti a vivere in terre meno tranquille» dell’Italia.
Bonacorsi emigrò con la famiglia ad Addis Abeba, ma anche qui fu malvisto un po' da tutti per il suo dilettantismo e il suo radicalismo politico. Il comandante della MVSN Giovanni Passeroni lo detestava, e così il vice governatore dell’AOI Guglielmo Nasi. A peggiorare i rapporti fu un opuscolo scritto da Bonacorsi in cui denunciò a Mussolini inefficienze e corruzioni politiche riscontrate nella colonia italiana, datato 20 aprile 1940. Era un atto d’accusa contro Nasi (che aveva tentato di avviare rapporti con i capi della resistenza etiope) e la sua «politica della cortesia, della clemenza, dell’oblio, della tolleranza, dell'eguaglianza». Secondo Bonacorsi, per pacificare l’Etiopia era necessario sostituire alle autorità civili «una organizzazione capace di infondere fiducia (sic) e sicurezza», l’esercito,  perché la popolazione doveva essere governata «con la forza, con insulti e violenze», «col pane e colla frusta, ogni altro sistema è fatale».
Durante la seconda guerra mondiale prese parte alla conquista della Somalia britannica alla guida del Reparto Speciale Autonomo della Milizia, reparto costituito da circa trecento Arditi con compiti di sabotaggio dietro le linee nemiche, che però non ebbe alcun peso nelle operazioni, dato che ebbe incredibili difficoltà nel procedere sulla sabbia con gli enormi autocarri di cui l'unità era dotata. Alla caduta dell'Africa Orientale Italiana fu preso prigioniero dai britannici e trasferito in un campo di prigionia dell'India britannica.

### Il secondo dopoguerra
Nel 1946 fu liberato ma, appena giunto in Italia, fu arrestato con l'accusa di aver partecipato all'omicidio di Anteo Zamboni; nel novembre dello stesso anno fu prosciolto per insufficienza di prove. Nel 1949 fondò l'Associazione Nazionale Combattenti Italiani di Spagna (ANCIS), di cui divenne presidente, e che, secondo le sue stesse parole, aveva l'obiettivo di riunire "in una sola famiglia tutti i legionari italiani che combatterono in terra di Spagna per la civiltà latina e per il bene dell'umanità". Nello stesso anno aderì al Movimento Sociale Italiano. Riprese l'attività di legale nel 1950, difendendo il generale tedesco Otto Wagener, in tale occasione condannato a quindici anni per le stragi contro i militari italiani successive all'8 settembre sull'isola di Rodi e la deportazione degli ebrei italiani del Dodecaneso.
Nel 1957 fu ricevuto a Madrid dal generale Franco, che lo ringraziò per la sua attività di combattente nella guerra civile spagnola al fianco dei nazionalisti. Si candidò alla Camera nel 1958 nelle liste del Movimento Sociale Italiano, nella circoscrizione di Roma, ottenendo 9.489 voti di preferenza e risultando quinto fra i non eletti del suo partito. 
Il 15 marzo 1960, con altri ex missini e reduci, fondò il Movimento Popolare Italiano (MPI), che si proponeva tra le altre cose di «propagandare ovunque la necessità di riportare in seno alla Patria i territori e i fratelli che un riprovevole diktat (sic) ci ha illegalmente tolti», «abrogare le leggi cosiddette antifasciste», «bandire dalla vita pubblica tutti quei partiti che sono al servizio dello straniero e in particolare il Partito Comunista». In una lettera al leader della sinistra missina Concetto Pettinato, Bonacorsi scrisse che «dopo quindici anni di malgoverno [...] non vi è partito che curi gli interessi della patria»; il MSI, che doveva essere «il legittimo erede di un glorioso passato», faceva «combutta» con il nemico «come una accolita di pretoriani»; ma com’era possibile rappacificarsi «con chi ti ha ucciso il padre, violentato le figlie, portato la Patria nel disonore, e soprattutto con coloro che hanno la responsabilità della uccisione di Benito Mussolini e dei nostri Fratelli migliori?».
Morì il 2 luglio 1962 a causa di complicazioni postoperatorie dovute a un intervento d'urgenza allo stomaco svoltosi presso la clinica "Valle Giulia".